# Heiligenkreuz am Waasen
Heiligenkreuz am Waasen é um município da Áustria, situado no distrito de Leibnitz, na estado da Estíria. Tem 26,37 km² de área e sua população em 2019 foi estimada em 2.809 habitantes.